# Ахоол
Ахоол е хипотетично същество приличащо на гигантски прилеп. Предполага се че обитава джунглите на Индонезия.

## Наблюдения
През 1935 са първите сведения за наблюдение на Ахоол, макар местните да разказват още преди това за летящия демон, това са първите описани наблюдения. Очевидците разказват за същество с големи крила и надаващо силен крясък.

## Теории
- Гигантски прилеп е най-приеманата от учените теория.
- Някои смятат, че това е вид примат който обаче има ципи за летене между ръцете и тялото.